# Pillan Patera
Pillan Patera est une caldeira volcanique en forme de patera du satellite galiléen Io de Jupiter. Elle est située par 12,34° S et 243,25° W, au sud de Pillan Mons et à l'ouest de Reiden Patera. Elle est nommée d'après le dieu mapuche du tonnerre, du feu, et des volcans. Son nom a été approuvé par l'Union astronomique internationale en 1997,,.
Pillan Patera a un diamètre d'environ 73 km. Au cours de l'été 1997, une éruption dans une cheminée, aujourd'hui appelée éruption « pillanienne », à des températures supérieures à 1 600 °C avec un panache de 140 km de haut, a déposé un matériel pyroclastique noir riche en orthopyroxène sur une zone supérieure à 125 000 km2. Par la suite, des écoulements sombres se sont répandus sur plus de 3 100 km2 au nord de la caldeira. L'éruption à « haute température » a duré de 52 à 167 jours, entre mai et septembre 1997, avec des températures culminant lors de l'éruption du 28 juin 1997.
L'éruption de 1997 a été la plus importante éruption effusive dont on n'a jamais été témoin. Au cours d'une période de 100 jours, au moins 31 km3 de laves ont jailli, suivi d'au moins 25 km3 peu de temps après. Cette éruption met en lumière des évènements semblables ayant eu lieu il y a des millions d'années auparavant sur Mars et sur Terre. Les plus forts taux d'épanchement dépassaient alors 10 000 m3/s. L'éruption a produit un large dépôt de matière sombre de 400 km de diamètre, qui entoure et recouvre partiellement un anneau de couleur rouge vif à gauche du panache du volcan Pélé. Depuis l'éruption, le dépôt du panache de Pillan s'est estompé, enrobé par des dépôts de Pélé et de Kami-Nari Patera, un petit volcan à l'est de Pillan Patera.